# Депутаты Сената Парламента Казахстана VI созыва
Полномочия Сената Парламента Республики Казахстан VI созыва начались с открытием его первой сессии 25 марта 2016 года и продолжались до начала работы первой сессии парламента VII созыва 15 января 2021 года.
В VI созыве парламента полномочия депутатов сената, избранных в 2011 и 2014 годах, назначенных президентом Республики Казахстан Нурсултаном Назарбаевым в 2011 и 2013 годах, в соответствии с конституционными нормами, были продолжены.
28 июня 2017 года состоялись выборы депутатов сената в соответствии с указом президента Республики Казахстан. Полномочия депутатов сената, избранных в 2011 году были прекращены в связи с регистрацией депутатов, избранных в 2017 году.
В июне 2018 года город Шымкент стал городом республиканского значения, в связи с чем в октябре 2018 года состоялись выборы депутатов сената от новой административной единицы.
12 августа 2019 года президентом Казахстана Касым-Жомартом Токаевым были назначены 6 новых сенаторов, ещё двоим депутатам полномочия были продлены.
12 августа 2020 года состоялись выборы депутатов сената в соответствии с указом президента Республики Казахстан. Полномочия депутатов сената, избранных в 2014 году были прекращены в связи с регистрацией депутатов, избранных в 2017 году.

## Список депутатов сената VI созыва
Всего за период полномочий сената VI созыва его депутатами были 92 человека.
| ФИО                                | Срок полномочий депутата сената | Комментарий |
| ---------------------------------- | ------------------------------- | --- |
| Абайдильдин, Талгатбек Жамшитович  | 2005—2017                       | Избран от Восточно-Казахстанской области в 2005 и 2011 годах |
| Абдикеров, Рыскали Калиакбарович   | 2017—2023                       | Избран от Карагандинской области в 2017 году |
| Абдиров, Нурлан Мажитович          | 2020—2022                       | Назначен указом президента 28 августа 2020 года |
| Абыкаев, Нуртай Абыкаевич          | 2004—2007, 2015—2017            | Назначен указом президента 25 декабря 2015 года |
| Адильбеков, Даурен Зекенович       | 2017—2023                       | Избран от Акмолинской области в 2017 году |
| Адырбеков, Икрам Адырбекович       | 2011—2017                       | Назначен указом президента в 2011 году |
| Айтаханов, Куаныш Айтаханулы       | 2005—2017                       | Избран от Южно-Казахстанской (сейчас — Туркестанской) области в 2005 и 2011 годах |
| Айтимова, Бырганым Сариевна        | 1996, 2013—2019                 | Назначена указом президента в 2013 году |
| Айтпаева, Сауле Муханбедиановна    | 2017—2022                       | Назначена указом президента в 2017 году |
| Акимов, Рашит Каиржанович          | 2014—2020                       | Избран от Акмолинской области в 2014 году |
| Акылбай, Серик Байсеитулы          | 2005—2017                       | Избран от Карагандинской области в 2005 и 2011 годах |
| Алдашев, Суиндик Тасеменович       | 2020—                           | Избран от Мангистауской области в 2020 году |
| Алтынбаев, Мухтар Капашевич        | 2010—2017                       | Назначен указом президента 8 апреля 2010 года |
| Альназарова, Акмарал Шарипбаевна   | 2020—2024                       | Избрана от Кызылординской области в 2020 году |
| Астаев, Ертаргын Какимбекович      | 2011—2017                       | Избран от Жамбылской области в 2011 году |
| Ахметов, Рашит Сайранович          | 1999—2017                       | Избран от Западно-Казахстанской области в 2005 и 2011 годах |
| Ашимбаев, Маулен Сагатханулы       | 2020—                           | Назначен указом президента 4 мая 2020 года. С 4 мая 2020 года — председатель сената. |
| Бактиярулы, Мурат                  | 2011—2023                       | Избран от Кызылординской области в 2011 и 2017 годах |
| Бейсенбаев, Аскар Асанович         | 2013—2019                       | Назначен указом президента в 2013 году |
| Бекенов, Нурлан Жексембаевич       | 2020—                           | Избран от Акмолинской области в 2020 году |
| Бекназаров, Бектас Абдыханович     | 2014—2020                       | Назначен указом президента 11 августа 2014 года |
| Бекназаров, Нурлан Кудиярович      | 2018—                           | Избран от города Шымкента в 2018 году |
| Бектаев, Али Абдикаримович         | 2014—                           | Избран от Южно-Казахстанской области в 2014 году, от Туркестанской области — в 2020 году |
| Бектурганов, Серик Чингисович      | 2014—2020                       | Избран от Костанайской области в 2014 году |
| Бижанов, Ахан Хусаинович           | 2005—2017                       | Избран от города Алматы в 2005 и 2011 годах |
| Билялов, Серик Султангазинович     | 2013—2017                       | Избран от Северо-Казахстанской области в 2013 году |
| Бобров, Владимир Яковлевич         | 2012—2016                       | Назначен указом президента |
| Бортник, Михаил Михайлович         | 2008—2020                       | Избран от Мангистауской области в 2008 и 2014 годах |
| Булавкина, Ольга Александровна     | 2020—                           | Избрана от Восточно-Казахстанской области в 2020 году |
| Волков, Владимир Васильевич        | 2017—2023                       | Назначен указом президента 13 июля 2017 года |
| Громов, Сергей Николаевич          | 2013—2019                       | Назначен указом президента |
| Джаксыбеков, Серик Рыскельдинович  | 2014—2020                       | Избран от города Астаны в 2014 году |
| Джумагазиев, Мухтар Сабирович      | 2017—2023                       | Избран от Актюбинской области в 2017 году |
| Дюсембаев, Гумар Ислямович         | 2017—2023                       | Избран от Атырауской области в 2017 году |
| Дюсембинов, Султан Мырзабекович    | 2020—                           | Избран от Алматинской области в 2020 году |
| Еламанов, Бекмырза Кайыпулы        | 2014—2020                       | Избран от Кызылординской области в 2014 году |
| Енсегенов, Сарсенбай Курманулы     | 2008—2020                       | Избран от Атырауской области в 2008 и 2014 годах |
| Ергалиев, Жабал Ергалиевич         | 2011—2017                       | Избран от Акмолинской области в 2011 году |
| Ершов, Сергей Михайлович           | 2014—                           | Избран от Карагандинской области в 2014 и 2020 годах |
| Жолдасбаев, Муратбай Сматаевич     | 2014—2020                       | Избран от Жамбылской области в 2014 году |
| Жумагулов, Бакытжан Турсынович     | 2017—2023                       | Назначен указом президента |
| Жусип, Нурторе Байтелесович        | 2019—                           | Назначен указом президента в 2019 году |
| Ищанов, Кайрат Кыдрбаевич          | 2005—2017                       | Избран от Атырауской области в 2005 и 2011 годах |
| Калетаев, Дархан Аманович          | 2016—2018                       | Назначен указом президента. 4 апреля 2018 года был назначен министром по делам религий и гражданского общества |
| Каниев, Бауыржан Нуралиевич        | 2020—                           | Избран от Актюбинской области в 2020 году |
| Капбарова, Айгуль Жарылкасыновна   | 2019—                           | Избрана от города Шымкента в 2019 и 2020 годах |
| Карплюк, Сергей Алексеевич         | 2020—                           | Избран от Костанайской области в 2020 году |
| Киинов, Ляззат Кетебаевич          | 2013—2017                       | Назначен указом президента |
| Ким, Георгий Владимирович          | 2013—2019                       | Назначен указом президента |
| Кожамжаров, Кайрат Пернешович      | 2019—2023                       | Назначен указом президента |
| Кубенов, Манат Шарапиденович       | 2014—2020                       | Избран от Павлодарской области в 2014 году |
| Кузеков, Асхат Сайпиевич           | 2011—2017                       | Избран от Павлодарской области в 2011 году |
| Кул-Мухаммед, Мухтар Абрарулы      | 1999—2001, 2018—2023            | Назначен указом президента в 2018 и 2019 годах |
| Куришбаев, Ахылбек Кажигулович     | 2020—2022                       | Избран от города Нур-Султана в 2020 году |
| Куртаев, Алимжан Сейтжанович       | 2017—2023                       | Избран от Южно-Казахстанской (сейчас — Туркестанской) области в 2017 году |
| Куставлетов, Дулат Рашитович       | 2013—2019                       | Назначен указом президента |
| Кылышбаев, Нурлан Наурызович       | 2016—2021                       | Избран от Алматинской области в 2016 и 2017 годах. |
| Лукин, Андрей Иванович             | 2019—                           | Назначен указом президента |
| Лукпанов, Сагындык Есенгалиевич    | 2020—                           | Избран от Атырауской области в 2020 году |
| Макежанов, Султанбек Алмасбекович  | 2020—                           | Избран от города Алматы в 2020 году |
| Мамытбеков, Едил Куламкадырович    | 2017—2023                       | Избран от города Астаны в 2017 году |
| Мукаев, Ербулат Рахметович         | 2008—2020                       | Избран от Западно-Казахстанской области в 2008 и 2014 годах |
| Мукашев, Тулеубек Тулеуович        | 2014—2020                       | Избран от города Алматы в 2014 году |
| Мусабаев, Талгат Амангельдиевич    | 2017—2023                       | Назначен указом президента |
| Мусаханов, Ансар Турсунканович     | 2014—2020                       | Избран от Алматинской области в 2014 году |
| Мусин, Дуйсенгазы Магауянович      | 2017—2023                       | Избран от Восточно-Казахстанской области в 2017 году |
| Назарбаева, Дарига Нурсултановна   | 2017—2020                       | Назначена указом президента в 2017 и 2019 годах. С 20 марта 2019 года по 4 мая 2020 года — председатель сената |
| Нукетаева, Динар Жусупалиевна      | 2017—2023                       | Избрана от города Алматы в 2017 году |
| Нуралиев, Абдалы Токбергенович     | 2017—2023                       | Избран от Жамбылской области в 2017 году |
| Нургалиев, Женис Мирасович         | 2010—2023                       | Избран от Костанайской области в 2010 и 2017 годах |
| Нуржигитова, Дана Омирбаевна       | 2019—2023                       | Назначена указом президента |
| Нурсипатов, Нуржан Нурланбекович   | 2017—2023                       | Избран от Павлодарской области в 2017 году |
| Нухулы, Алтынбек                   | 2020—                           | Избран от Павлодарской области в 2020 году |
| Оразалин, Нурлан Мыркасымович      | 2013—2016                       | Назначен указом президента |
| Орынбеков, Бекболат Серикбекович   | 2020—                           | Избран от Жамбылской области в 2020 году |
| Перепечина, Ольга Валентиновна     | 2014—                           | Избрана от Северо-Казахстанской области в 2014 и 2020 годах |
| Плотников, Сергей Викторович       | 2008—2020                       | Избран от Восточно-Казахстанской области в 2008 и 2014 годах |
| Полторабатько, Людмила Григорьевна | 2011—2017                       | Назначена указом президента |
| Редкокашин, Владимир Николаевич    | 2011—2017                       | Избран от города Астаны в 2011 году |
| Рысбекова, Ляззат Туякбаевна       | 2020—                           | Избрана от Западно-Казахстанской области в 2020 году |
| Сагиндыков, Елеусин Наурызбаевич   | 2002—2004, 2011—2017            | Избран от Актюбинской области в 2011 году |
| Сатыбалды, Дархан Амангельдиевич   | 2018—2019                       | Избран от города Шымкента в 2018 году. 18 марта 2019 года был назначен чрезвычайным и полномочным послом в Узбекистане |
| Сафинов, Канатбек Бейсенбекович    | 2019—2023                       | Назначен указом президента |
| Сулеймен, Ляззат Жанылыскызы       | 2019—2023                       | Назначена указом президента |
| Султанов, Ерик Хамзинович          | 2017—2023                       | Избран от Северо-Казахстанской области в 2017 году |
| Тагимов, Марат Мурзагалиевич       | 2014—2020                       | Избран от Актюбинской области в 2014 году |
| Токаев, Касым-Жомарт Кемелевич     | 2007—2011, 2013—2019            | Назначен указом президента. С 11 января 2007 по 15 апреля 2011 года и с 16 октября 2013 по 20 марта 2019 года — председатель сената. 20 марта 2019 года вступил в должность президента Казахстана как председатель сената парламента после отставки Нурсултана Назарбаева |
| Турегалиев, Нариман Турегалиевич   | 2017—2022                       | Избран от Западно-Казахстанской области в 2017 году |
| Тусупбеков, Рашид Толеутаевич      | 2015—2019                       | Назначен указом президента |
| Чельпеков, Бактыбай Акбердыевич    | 2011—2023                       | Избран от Мангистауской области в 2011 и 2017 годах |
| Шакиров, Аскар Оразалиевич         | 2019—2023                       | Назначен указом президента в 2019 году |